# 졸업문집
졸업문집은 초등학교, 중학교, 고등학교 등을 졸업하고 책으로 만든 것이다.

## 개요
졸업앨범과 마찬가지로 아동 및 학생이 학교에서 졸업할쯤 자유롭게 과제를 설정하여 문장을 작성하거나 교사가 준비한 업체에서 만들어 졸업식 또는 그 전후에 배포된다. 반드시 만들어지는 것은 아니다. 문집 안에는 학생들의 문집뿐만 아니라 특별한 코너가 마련되기도 한다.

## 목적
문장을 만들어 자신의 생각을 담은 책을 만드는 것에 있다. 또 문장 작성 능력 향상을 위하기도 한다.

## 기타
일본에서는 어린이와 학생들이 미래에 범죄를 저지를 경우 경찰에 체포되거나 수배되었을 때 피의자의 인물을 나타내는 데 참고 자료로 사용한다. 최근에는 대중 매체에 문구가 공개되어 피의자의 당시의 인품과 개성을 밝히기도 한다. 이것에 관해서는 저작권이나 윤리적인 문제가 되기도 한다.

## 같이 보기
- 연감
- 졸업앨범